# مزرعة عائلية

من المفهوم عمومًا أن المزرعة العائلية هي مزرعة تملكها و / أو تديرها عائلة؛ وهو في بعض الأحيان يعتبر حرز ينتقل عن طريق الميراث. يمكن أن تتخذ شركات المزارع العائلية العديد من الأشكال، حيث أن معظم عائلات المزارع قد نظمت أعمالها الزراعية كشركات، وشركات ذات مسؤولية محدودة، وصناديق ائتمان، وللمسؤولية، والضرائب، والأغراض التجارية. من المفاهيم الخاطئة الشائعة أن جميع المزارع بتلك الهياكل التجارية ليست مزارع عائلية، لكن في الواقع ذلك غير حقيقي. في الولايات المتحدة على سبيل

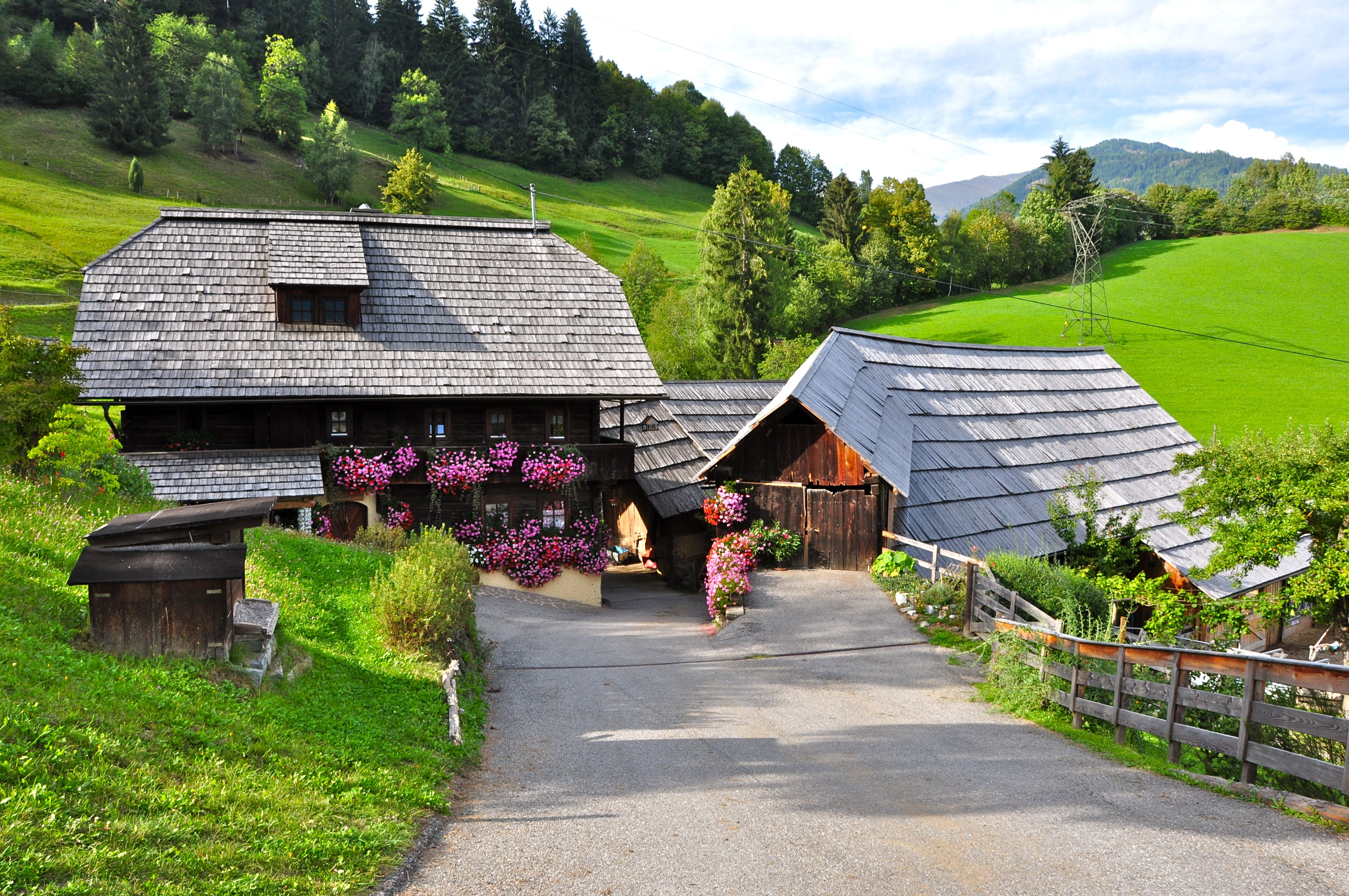
مزرعة استوائية تاريخية ستوفل في رادينثين ، كارينثيا ، مع ترتيب من القرن الثامن عشر للمبنى الرئيسي ، ومخزن للحبوب ومبنيين يستخدمان كإسطبلات وحظائر.

المثال، يبين تقرير وزارة الزراعة لعام 2014 أن المزارع العائلية تدير 90٪ من الأراضي الزراعية في البلاد، وتمثل 85٪ من قيمة الإنتاج الزراعي للبلاد.
لا يترجم المفهوم أو التعريف بسهولة عبر اللغات أو الثقافات، حيث توجد اختلافات جوهرية في التقاليد والتواريخ الزراعية بين البلدان. ولذلك، في الولايات المتحدة، يمكن أن تكون مزرعة العائلة بأي حجم، بينما في البرازيل، يقتصر التعريف الرسمي للمزرعة الأسرية (المزرعة المألوفة) على المزارع الصغيرة التي تعمل في المقام الأول من قبل أفراد عائلة واحدة.
والمزارع التي لا تعتبر مزارع عائلية هي المزارع التي تعمل كمجموعات تعاونية أو غير عائلية أو في أشكال مؤسسية أخرى.
تدير ما لا يقل عن 500 مليون مزارع من أصل 570 مليون مزرعة في العالم من قبل الأسر، مما يجعل المزارع الأسرية هي السائدة في الزراعة العالمية.

## تعريفات
جرت «مناقشة غير رسمية للمفاهيم والتعاريف» في ورقة عمل نشرتها منظمة الأغذية والزراعة للأمم المتحدة في عام 2014، والتي استعرضت التعريفات الإنجليزية والإسبانية والفرنسية لمفهوم «المزرعة الأسرية». تشير التعاريف إلى واحد أو أكثر من العمالة والإدارة والحجم وتوفير سبل العيش للأسرة والإقامة والروابط الأسرية وجوانب الأجيال والشبكات المجتمعية والاجتماعية وتوجهات الكفاف والتراث وملكية الأراضي

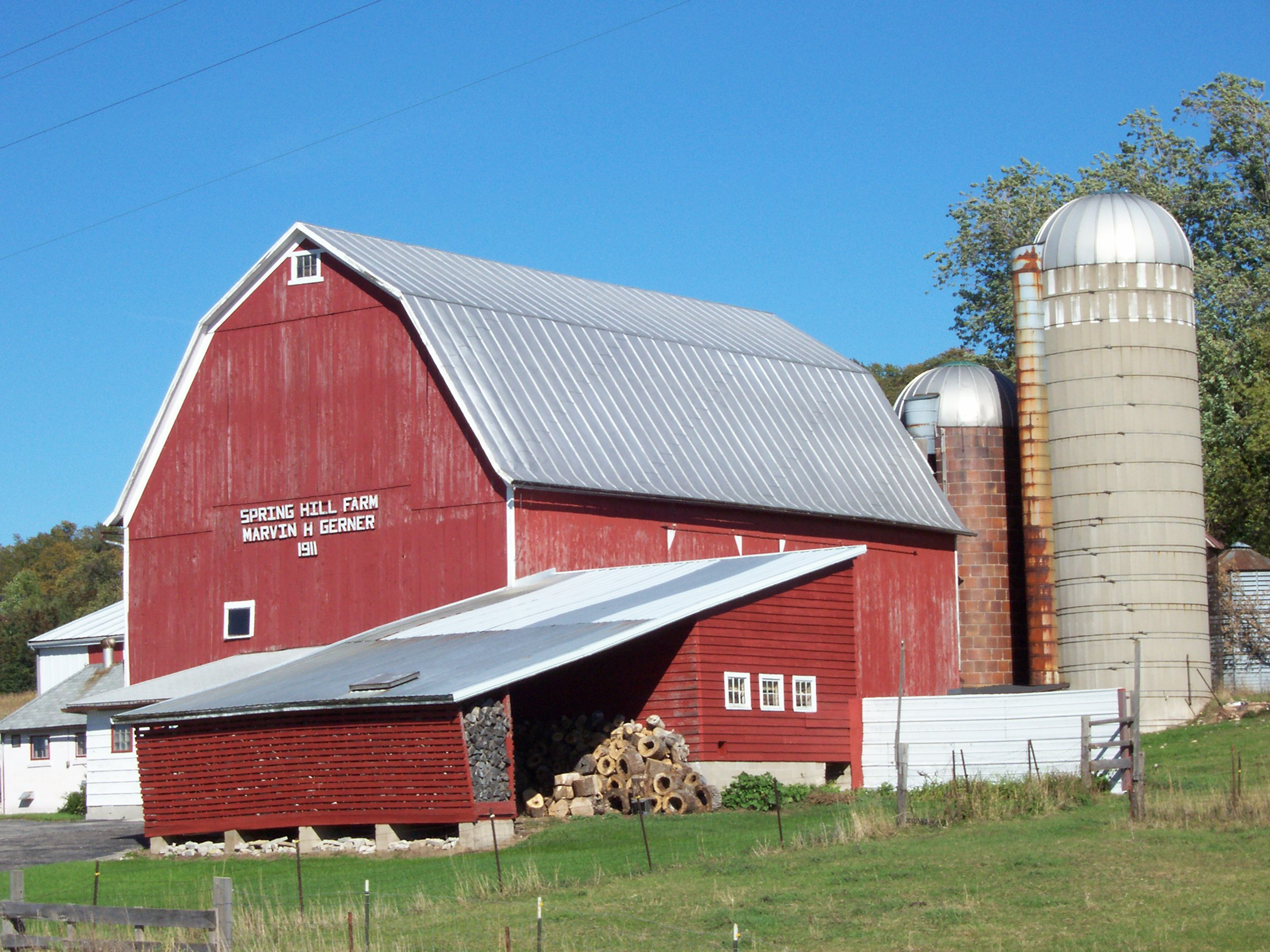
الحظيرة في مزرعة عائلية في ويسكونسن ، منقوشة بالسنة التأسيسية (1911)

والاستثمار العائلي. يعكس التباين في التعريفات الاختلافات الوطنية والجغرافية في الثقافات، وحيازة الأراضي الريفية، والاقتصادات الريفية، فضلًا عن الأغراض المختلفة التي يتم صياغتها للتعاريف.
يعرِّف التعداد الزراعي للزراعة في الولايات المتحدة لعام 2012 المزرعة العائلية على أنها «أي مزرعة تكون فيها غالبية الأعمال مملوكة للمشغل والأفراد المرتبطين بالمشغل، بما في ذلك الأقارب الذين لا يعيشون في منزل المشغل»؛ وهي تعرف المزرعة بأنها «أي مكان ينتج منه 1000 دولار أو أكثر من المنتجات الزراعية وبيعها، أو عادة ما يتم بيعها، خلال سنة معينة».
تعرف منظمة الأغذية والزراعة للأمم المتحدة «مزرعة الأسرة» بأنها «تعتمد في المقام الأول على أفراد الأسرة في العمل والإدارة»
وفي بعض الاستخدامات، تشير «المزرعة العائلية» إلى أن المزرعة تبقى ضمن ملكية عائلة على مدى عدد من الأجيال.
كونها تعاريف ذات غرض خاص، قد تختلف التعريفات الموجودة في القوانين أو اللوائح اختلافًا كبيرًا عن المعاني الشائعة في «المزرعة العائلية». على سبيل المثال، في الولايات المتحدة، بموجب لوائح قروض ملكية المزارع الفيدرالية، لا يحدد تعريف «مزرعة العائلة» طبيعة ملكية المزرعة، وإدارة المزرعة هي إما من قبل المقترض، أو من قبل الأعضاء الذين يديرون المزرعة عندما يتم تقديم قرض لشركة أو تعاونية أو كيان آخر. يمكن العثور على التعريف الكامل في قانون الولايات المتحدة للوائح الفيدرالية 7 CFR 1943.4.

## التاريخ
المستوطنات المتشتتة في كارينثيا. في الجمهورية الرومانية، لاتيفونديا، عقارات ضخمة، متخصصة في الزراعة المخصصة للتصدير، إنتاج الحبوب، زيت الزيتون، أو النبيذ، إلى حد كبير للزراعة الصناعية الحديثة ولكن اعتمادًا على العمل بالسخرة بدلًا من الميكنة، تطورت بعد الحرب البونيقية الثانية وبشكل متزايد استبدال النظام السابق للمزارع الصغيرة أو المملوكة للأسرة في فترة الإمبراطورية الرومانية. كان أساس لاتيفونديا، في إسبانيا وصقلية هي الأراضي العامة في الدولة الرومانية (والتي كانت تُكتسب عن طريق مصادرة

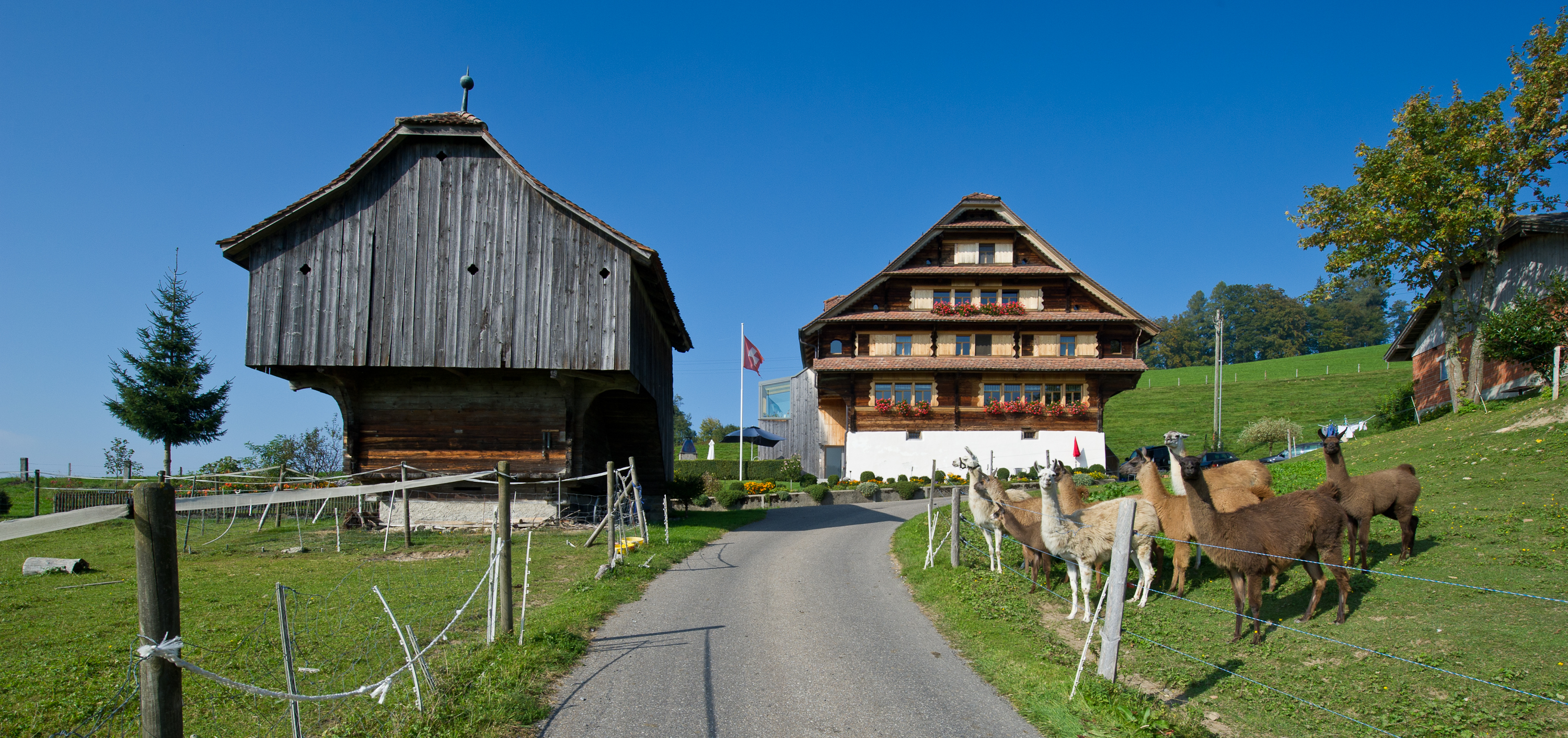
ملكية Scharmoos في شوارزنبرج في كانتون لوسرن السويسري ، تعود ملكيتها لعائلة Schofer خلال c. 1670-1918

أراضي الأعداء) التي انتهت إلى إعفاء الدولة من خلال سياسة روما للحرب في القرن الأول قبل الميلاد والقرن الأول الميلادي.
في خضم انهيار الإمبراطورية الرومانية الغربية، بقي نظام البيت الروماني القروي المكتفي ذاتيًا إلى حد كبير في منطقة اللاتفيونديا بين المراكز السياسية الثقافية القليلة في أوروبا المجزأة. كانت هذه اللاتيفندية ذات أهمية كبيرة من الناحية الاقتصادية، حتى تفكك الشحنات الطويلة من النبيذ والنفط والحبوب والحبوب، ولكن الأراضي الواسعة المسيطر عليها في زوج واحد من الأيدي لا تزال تشكل قوة: يمكن القول أن اللاطفة شكلت جزءًا من الأساس الاقتصادي للنظام الإقطاعي الاجتماعي الأوروبي، مع أخذ شكل مانورالية، العنصر الأساسي في المجتمع الإقطاعي، والمبدأ المنظم للاقتصاد الريفي في أوروبا  في العصور الوسطى. تميزت التحفة الفنية من خلال اكتساب السلطة القانونية والاقتصادية في ربّ مانور، مدعومًا اقتصاديًا من ملكيته المباشرة في مانور (يُطلق عليه أحيانًا اسم اقطاعي)، ومن المساهمات الإجبارية لجزء موضوع قانوني من سكان الفلاحين اختصاص نفسه ومحكمته المانورالية. اختفت المانورالية ببطء وتدريجي، جنبًا إلى جنب مع سمتها الأكثر حيوية في المشهد، ونظام المجال المفتوح. لقد تفوقت على القنانة عندما تجاوزت الإقطاعية: «التي كانت في المقام الأول منظمة اقتصادية، يمكن أن تحافظ على محارب، ولكن يمكنها كذلك الحفاظ على مالك رأسمالي. يمكن أن تكون مكتفية ذاتيا، وتنتج محصولًا للسوق، أو يمكن أن تسفر عن إيجار للمال». أُلغيت آخر الرسوم الإقطاعية في فرنسا في الثورة الفرنسية. في أجزاء من ألمانيا الشرقية، ظلت مزارع رترغوت من يونكرز حتى الحرب العالمية الثانية. تطور القانون العام للعلاقات العقارات تأجير في إنجلترا في القرون الوسطى. لا يزال هذا القانون يحتفظ بالعديد من المصطلحات

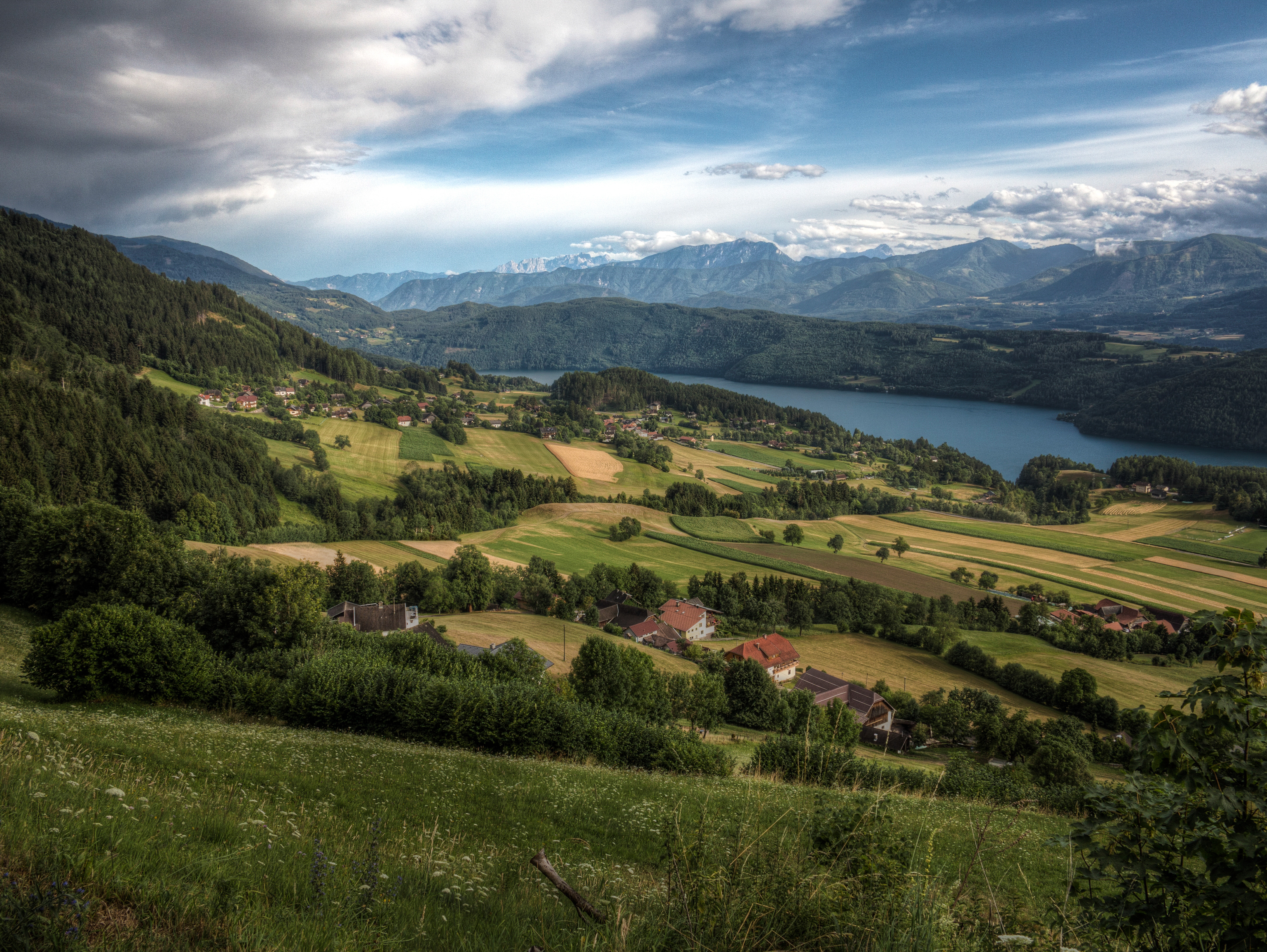
مشهد المستوطنات المتشتتة في كارينثيا.

والمبادئ القديمة ذات الصلة بنظام اجتماعي اقطاعي. وبموجب نظام المستأجر، قد تعمل العائلة نفسها على مدى عدة أجيال، ولكن ما هو موروث ليس ملكية المزرعة نفسها، بل الإيجار على التركة. في معظم أنحاء أوروبا، ألغيت العبودية في الفترة الحديثة فقط، في أوروبا الغربية بعد الثورة الفرنسية، في روسيا في أواخر عام 1861.
على النقيض من النظام الروماني في لاتيفونديا، والنظام المشتق من المانورالية، كان لدى الشعوب الجرمانية نظام قائم على العقارات الموروثة التي تملكها عائلات فردية أو عشائر. المصطلح الجرماني لـ «الحوزة الموروثة، الصوديوم» كان * ōþalan (Old English ēþel)، والذي بالمناسبة كان يستخدم أيضًا باسم رون. الآية gnomic على هذا المصطلح في القصيدة الأنجلو سكسونية رون يقرأ:
[Ēðel] byþ oferleof æghwylcum men، gif he mot rær rihtes and gerysena on brucan on bolde bleadum oftast. «[العقار] عزيز جدًا على كل إنسان، إذا كان بإمكانه الاستمتاع بها في بيته مهما كان صحيحا وسليما في ازدهار مستمر». في نظام الوراثة المعروف باسم "Salic" (وهو أيضًا gavelkind في بقائه الاستثنائي في كينت في العصور الوسطى) يشير إلى امتلاك هذه الممتلكات العقارية للعشيرة، لا سيما في السياق الجرماني. لا يمكن بيع تيرا ساليكا أو التخلص منها بطريقة أخرى؛ لم يكن غير قابل للاختلاف. لدى الكثير من أوروبا الجرمانية تاريخ من التداخل أو الصراع بين النظام الإقطاعي للرهبنة، حيث يمتلك الحوزة النبلاء ويؤجر إلى المستأجرين أو يعمل من قبل الأقنان، ويعمل النظام الجيراني للمزارعين الذين يعملون في الأراضي الموروثة داخل عشيرتهم أو أسرة. أدى الانتشار التاريخي للنظام الجرماني للممتلكات المستقلة أو Höfe إلى بناء مستوطنات متفرقة (Streusiedlung)، على عكس مستوطنات الرجولة المتمركزة حول القرية.
ذكر " Höfe" في بياولف في أوروبا الناطقة بالألمانية، تُعرف العقارات الزراعية باسم هوف. هذه الكلمة الألمانية لها معنى «الملكية الزراعية» و«الديوان الملكي»، في الأصل تشير إلى المبنى أو القاعة في مركز أي ملكية مستقلة. تم تشكيل مجمع باورنهوف المعاد تشكيله في الفترة الحديثة المبكرة لتعيين عقارات الزراعة الأسرية، في حين عين مييرهوف عقارًا للآثار، واستخدم مصطلح هوف الذي لا يحمل أي علامات على نحو متزايد للمحكمة الملكية أو النبيلة. يشار إلى التركة ككل من قبل Gehöft (القرن الخامس عشر)؛ مفهوم السلافية المقابلة كونكور. Höfeordnung هو المصطلح القانوني الألماني لقوانين الميراث فيما يتعلق بالمزارع العائلية، مستمدًا من الميراث بموجب القانون الساكسوني في القرون الوسطى. في انكلترا، تم تطبيق عنوان yeoman على هؤلاء الأفراد الذين يملكون الأرض من القرن الخامس عشر.
في الفترة الحديثة والحديثة المبكرة، حل تفكك الرجولة موازٍ لتطور الزراعة المكثفة الموازية للثورة الصناعية. مكنت المكننة من زراعة مساحات أكبر بكثير مما كان معتادًا في المزارع التقليدية التي تهدف إلى زراعة الكفاف، مما أدى إلى ظهور عدد أقل من المزارع

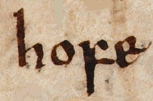
ذكر "hofe" في بياولف

الكبيرة، مع مساهمة السكان المشردين جزئيًا في الطبقة الجديدة من العمال بأجر صناعي وجزء آخر الهجرة إلى العالم الجديد أو الإمبراطورية الروسية (بعد تحرير العبيد عام 1861). كانت المزارع الأسرية المنشأة في روسيا الإمبراطورية قد تم جمعها مرة أخرى في إطار الاتحاد السوفياتي، ولكن هجرة المزارعين الأوروبيين الذين شردتهم الثورة الصناعية ساهمت في ظهور نظام من العقارات العائلية في الأمريكتين (قانون العزبة لعام 1862). جادل توماس جفرسون بأن عدد كبير من العقارات العائلية هي عامل في ضمان استقرار الديمقراطية تم استخدامه مرارًا وتكرارًا في دعم الإعانات.

## العالم المتقدم

### تصورات+ المزرعة العائلية
في البلدان المتقدمة، يتم النظر إلى المزرعة العائلية بشكل عاطفي، كأنها نمط حياة يجب الحفاظ عليه من أجل التقاليد، أو كحق مكتسب. في هذه الدول غالبا ما تكون صرخة سياسية ضد التغيير في السياسة الزراعية، الأكثر شيوعًا في فرنسا واليابان والولايات المتحدة، حيث تُعتبر أنماط الحياة الريفية مرغوبة في الغالب. في هذه البلدان، يمكن في كثير من الأحيان العثور على شركاء غريبين يتجادلون لاتخاذ تدابير مماثلة على الرغم من الاختلافات الشاسعة في الأيديولوجية السياسية. على سبيل المثال، قام كل من بات بوكانان ورالف نادر، وهما مرشحان لمنصب رئيس الولايات المتحدة، بعقد اجتماعات ريفية معاً وتحدثا عن تدابير للحفاظ على المزرعة الأسرية المزعومة. فيما يتعلق بالمسائل الاقتصادية الأخرى، كان يُنظر إليها على أنها معارضة بشكل عام، لكنها وجدت أرضية مشتركة حول هذا الموضوع.
يتم تغيير الأدوار الاجتماعية للمزارع العائلية كثيرًا اليوم. حتى وقت قريب، والبقاء متمشيا مع علم الاجتماع التقليدي والمحافظ، كان رؤساء الأسرة عادة هم أقدم رجل يتبعه أقربائه الأكبر سنا. وعمدت الزوجة عموما إلى رعاية الأعمال المنزلية وتربية الأطفال والمسائل المالية المتعلقة بالمزرعة. ومع ذلك، اتخذت الأنشطة الزراعية أشكالًا كثيرة وتغيرت بمرور الوقت. يمثل كل من الزراعة، والبستنة، وتربية الأحياء المائية، وزراعة الغابات، وتربية النحل، إلى جانب النباتات والحيوانات التقليدية، جوانب من المزارع العائلية اليوم. غالبًا ما تحتاج زوجات المزارع إلى البحث عن العمل بعيدًا عن المزرعة لتكميل الدخل الزراعي، وفي بعض الأحيان لا يكون للأطفال أي اهتمام بالزراعة كمجال عمل مختار.
يجادل المروجون الأكثر جرأة أنه مع زيادة كفاءة الزراعة مع تطبيق الإدارة الحديثة والتكنولوجيات الجديدة في كل جيل، أصبحت المزرعة العائلية التقليدية المثالية عفا عليها الزمن ببساطة، أو في أغلب الأحيان، غير قادرة على التنافس دون توفر اقتصاديات الحجم الأكبر والأكثر المزارع الحديثة. يزعم المناصرون أن المزارع الأسرية في جميع الدول تحتاج إلى الحماية، كأساس للمجتمع الريفي والاستقرار الاجتماعي.

### البقاء
وفقًا لوزارة الزراعة الأمريكية، فإن 98٪ من جميع المزارع في الولايات المتحدة هي مزارع عائلية. ولا تمثل المزارع العائلية 2 في المائة من المزارع، وتشكل نسبة 2 في المائة من إجمالي الإنتاج الزراعي في الولايات المتحدة أربعة عشر في المائة، على الرغم من أن نصفها يبلغ إجمالي مبيعاتها أقل من 000 50 دولار في السنة. وبشكل عام، يعتبر واحد وتسعون بالمائة من المزارع في الولايات المتحدة «مزارع عائلية صغيرة» (تبلغ مبيعاتها أقل من 250,000 دولار سنويًا)، وتنتج تلك المزارع سبعة وعشرين بالمائة من الإنتاج الزراعي الأمريكي.
اعتمادًا على نوع وحجم العملية المملوكة بشكل مستقل، فإن بعض العوامل المحددة هي:
- اقتصاديات الحجم: تستطيع المزارع الكبيرة المساومة بشكل أكثر تنافسية، وشراء المزيد من التنافسية، والربح من أعلى المستويات الاقتصادية، والطقس المنخفض بسهولة من خلال القصور النقدي من المزارع الصغيرة.
- تكلفة المدخلات: الأسمدة وغيرها من المواد الكيميائية يمكن أن تتذبذب بشكل كبير من موسم إلى موسم، وتستند جزئيًا على أسعار النفط، ومجموعة من 25 ٪ إلى 200 ٪ أمر شائع خلال فترة سنة قليلة.
- أسعار النفط: بشكل مباشر (بالنسبة للآلات الزراعية) وبشكل أخر أقل مباشرة (النقل لمسافات طويلة، تكلفة إنتاج المواد الكيميائية الزراعية)، فإن تكلفة النفط تؤثر بشكل كبير على الجدوى السنوية لجميع المزارع التقليدية الآلية.
- العقود الآجلة للسلع: يمكن أن يحدد السعر المتوقع للمحاصيل السلعية والخنازير والحبوب وغيرها، قبل موسم ما يبدو أنه قابل للنمو اقتصاديا
- اتفاقيات مستخدم التكنولوجيا: عامل أقل شهرة، تأتي بذرة GE الحاصة على براءة الاختراع، والتي تستخدم على نطاق واسع للعديد من المحاصيل، مثل القطن والصويا، مع قيود على الاستخدام، والتي يمكن أن تشمل حتى من الذي يمكن بيع المحصول إليه.
- البنية التحتية بالجملة: يجب على المزارع الذي ينمي كميات أكبر من المحاصيل التي يمكن بيعها مباشرة للمستهلكين أن يفي بمجموعة من المعايير للبيع في سوق البيع بالجملة، والتي تشمل توقيت الحصاد والجودة المتدرجة، وقد يشمل أيضًا التنوع، وبالتالي، السوق القناة تحدد حقا معظم جوانب صناعة القرار الزراعي. توافر التمويل: تعتمد المزارع الكبيرة اليوم على خطوط الائتمان، عادة من البنوك، لشراء المواد الزراعية، وغيرها من الإمدادات اللازمة لكل سنة نمو. تتأثر هذه الخطوط بشكل كبير من قبل جميع العوامل التقييدية الأخرى تقريبًا.
- التدخل الاقتصادي الحكومي: في بعض البلدان، ولا سيما الولايات المتحدة والاتحاد الأوروبي، يمكن أن تكون الإعانات الحكومية المقدمة للمزارعين، والتي تهدف إلى تخفيف تأثير المزارعين على الأنشطة الاقتصادية والسياسية المحلية في مناطق أخرى من الاقتصاد، مصدرًا مهمًا لدخل المزارع. يُعتمد أيضًا عمليات الإنقاذ، عندما تؤثر الأزمات مثل الجفاف أو مشاكل «مرض جنون البقر» على القطاعات الزراعية. إلى حد كبير، هذا الوضع هو نتيجة لمزارع الأسواق العالمية واسعة النطاق ليس لديها بديل سوى المشاركة فيها
- التنظيم الحكومي والصناعي: مجموعة واسعة من الحصص، ومجالس التسويق والتشريعات التي تحكم الزراعة تفرض حدودًا معقدة، وغالبًا ما تتطلب موارد كبيرة للتنقل. على سبيل المثال، في نهايات الزراعة الصغيرة، في العديد من الولايات القضائية، هناك حدود أو محظورات قاسية على بيع الماشية ومنتجات الألبان والبيض. وقد نشأت هذه الضغوط من جميع الجوانب: سلامة الأغذية، والبيئة، والتسويق الصناعي.

أسعار العقارات: أدى نمو المراكز الحضرية في جميع أنحاء العالم، والامتداد العمراني الناجم عن ذلك، إلى ارتفاع أسعار الأراضي الزراعية في موقع مركزي، مع تقليل البنية التحتية المحلية اللازمة لدعم الزراعة، مما أدى إلى ممارسة ضغط شديد على العديد من المزارعين لبيعها.
على مدى القرن العشرين، اتخذ شعب الدول المتقدمة بشكل جماعي معظم الخطوات في الطريق إلى هذا الوضع. اختار المزارعون الأفراد لموجات متتالية من التكنولوجيا الجديدة، لحسن الحظ «التجارة في خيولهم لجرار»، وزيادة ديونها وقدرتها الإنتاجية. وهذا يتطلب بدوره أسواقًا أكبر وأكثر بعدًا، وتمويلا أكثر ثراء وتعقيدا. اشترى الجمهور عن طيب خاطر على نحو متزايد سلعة، وتجهيزها، وشحنها، والغذاء غير مكلفة نسبيا. توافر مجموعة متنوعة بشكل متزايد من المنتجات الطازجة وغير المحفوظة وغير المحفوظة في جميع فصول السنة (البرتقال في شهر يناير، والقدم الطازج الذي تم قتله في شهر يوليو، لحم الخنزير الطازج بدلا من لحم الخنزير المشبع، المدخن، أو المشرب بالبوتاسيوم) المأكولات الجديدة ونظام غذائي صحي لم يسبق له مثيل لملايين المستهلكين الذين لم يتمتعوا بمثل هذه المنتجات من قبل. هذه القدرات أيضًا جلبت إلى السوق مجموعة غير مسبوقة من الأطعمة المجهزة، مثل شراب الذرة والدقيق المبيض. بالنسبة لمزرعة العائلة، قدمت هذه التكنولوجيا الجديدة واستراتيجية التسويق المعقدة تحديات جديدة وغير مسبوقة، ولم يتمكن جميع المزارعين العائليين من التعامل بفعالية مع ظروف السوق المتغيرة.

### الغذاء المحلي والحركة العضوية
في العقود القليلة الماضية كانت هناك عودة الاهتمام بالأطعمة العضوية والأطعمة المجانية. وقد بدأت وهناك نسبة من المستهلكين إلى التشكيك في جدوى الممارسات الزراعية الصناعية والتي تحولت إلى محلات البقالة العضوية التي تبيع المنتجات التي تنتج في المزارع

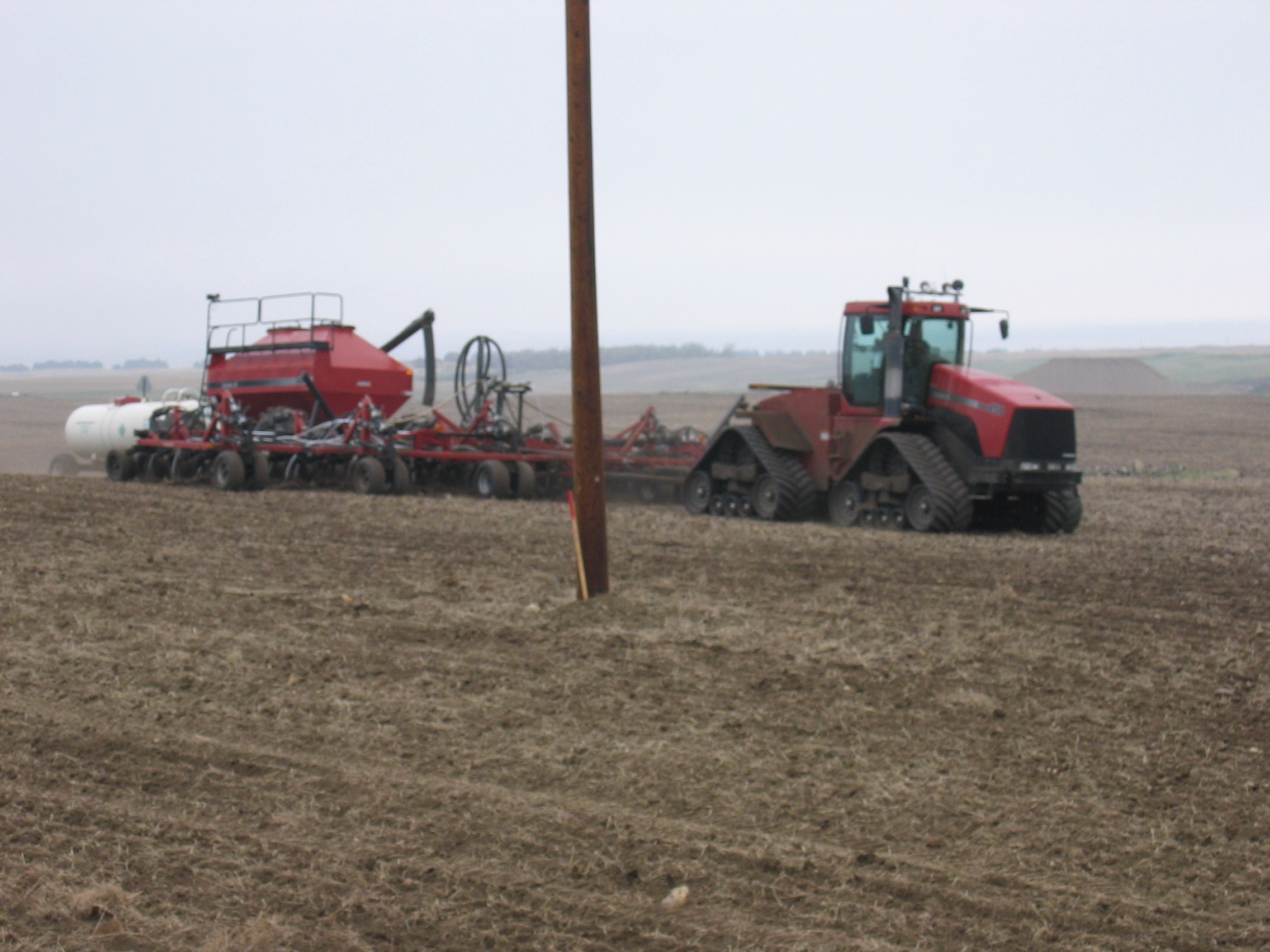
زراعة القمح المكثف في غرب داكوتا الشمالية

العائلية بما في ذلك اللحوم ليس فقط وتنتج ولكن أيضًا أشياء مثل الخبز جنين القمح والصابون الغسول الطبيعية (على العكس من المبيض الخبز الأبيض والقضبان المنظفات القائمة على النفط). آخرون يشترون هذه المنتجات مباشرة من المزارع العائلية. توفر «المزرعة العائلية الجديدة» سوقًا بديلة في بعض المناطق مع مجموعة من المنتجات التي يتم إنتاجها بشكل تقليدي وطبيعي.
ويمكن الحصول على هذه الزراعة «العضوية» و«الحرة» حيث يدفع عدد كبير من المستهلكين الأثرياء في الحضر والضواحي مبالغ إضافية لمثل «المنتجات المنتجة محليا» و«المعالجة الإنسانية للحيوانات». في بعض الأحيان، هذه المزارع هي مشاريع هوايات أو بدوام جزئي، أو مدعومة بالثروة من مصادر أخرى. المزارع القابلة للحياة على نطاق كافٍ لدعم العائلات الحديثة على مستوى الدخل بما يتناسب مع العائلات الحضرية والطبقة الوسطى من الطبقة المتوسطة وغالبًا ما تكون عمليات واسعة النطاق، في كل من المنطقة ومتطلبات رأس المال. تلك المزارع التي تديرها عائلات بطريقة تكنولوجية واقتصادية ملائمة، تنتج المحاصيل والمنتجات الحيوانية الموجهة إلى الأسواق الوطنية والدولية، بدلًا من الأسواق المحلية. في تقييم هذا الوضع الاقتصادي المعقد، من المهم النظر في جميع مصادر الدخل المتاحة لهذه المزارع. على سبيل المثال، ملايين الدولارات في الإعانات الزراعية التي تقدمها حكومة الولايات المتحدة كل عام. ومع ارتفاع أسعار الوقود، ترتفع أسعار الأغذية التي يتم شحنها إلى الأسواق الوطنية والدولية بالفعل.

### الولايات المتحدة الأمريكية
في عام 2012، كانت الولايات المتحدة تمتلك 039393 مزرعة عائلية (كما حددتها وزارة الزراعة الأمريكية)، حيث تمثل 97٪ من جميع المزارع و89٪ من مساحة المزرعة في الولايات المتحدة.
بسبب هيمنة المزارع العائلية، فإن أنواع الزراعة التي تجرى في المزارع الأسرية الأمريكية هي في الأساس الزراعة في الولايات المتحدة. وقدر مسح أجرته وزارة الزراعة الأمريكية في عام 2011 أن المزارع الأسرية تمثل 85 في المائة من الإنتاج الزراعي الأمريكي و85 في المائة من إجمالي الدخل الزراعي للولايات المتحدة. تمثل المزارع العائلية المتوسطة الحجم والكبير 60 في المائة من الإنتاج الزراعي في الولايات المتحدة وتهيمن على إنتاج الولايات المتحدة من القطن والحبوب النقدية والخنازير. وتمثل المزارع العائلية الصغيرة 26 في المائة من الإنتاج الزراعي في الولايات المتحدة، ونسب أعلى من إنتاج الدواجن والأبقار وبعض المواشي الأخرى والتبن.
يتم التعرف على عدة أنواع من المزارع العائلية في الولايات المتحدة في تصنيف مزرعة USDA:
تعرف المزارع الأسرية الصغيرة بأنها المزارع التي يقل دخلها السنوي الإجمالي عن معيار إجمالي دخل المزارع النقدية (GCFI) (إجمالي الدخل النقدي للمزرعة) عن 350,000 دولار أمريكي؛ في عام 2011، مثلت 90 في المائة من جميع مزارع الولايات المتحدة. ولأن الدخل المزرعي الصافي المنخفض يميل إلى الغلبة في مثل هذه المزارع، فإن معظم الأسر الزراعية في المزارع الأسرية الصغيرة تعتمد بشكل كبير على الدخل خارج المزارع. وكانت المزارع العائلية الصغيرة التي كان يعمل فيها المشغل الرئيسي في الأغلب خارج المزارع تمثل 42 في المائة من جميع المزارع و15 في المائة من مجموع المزارع في الولايات المتحدة. وكان متوسط الدخل الصافي للمزارع 788 دولار. كانت مزارع أسرة التقاعد عبارة عن مزارع صغيرة تمثل 16 في المائة من جميع المزارع و7 في المائة من مجموع مساحة المزارع في الولايات المتحدة. وكان متوسط الدخل الصافي للمزارع 5002 دولار.
أما فئات المزارع العائلية الصغيرة الأخرى فهي تلك التي تحتل فيها الزراعة ما لا يقل عن 50 في المائة من وقت عمل المشغل الرئيسي. هؤلاء هم:
مزارع عائلية صغيرة منخفضة البيع (مع أقل من 150,000 دولار)؛ 26 في المائة من جميع المزارع في الولايات المتحدة، و18 في المائة من مجموع مساحة المزارع في الولايات المتحدة، ومتوسط الدخل الصافي للمزارع، يبلغ 3,579 دولار.
مزارع عائلية صغيرة متوسطة الحجم (مع 150,000 دولار إلى 349,999 دولارًا أمريكيًا)؛ 5.44 في المائة من جميع المزارع في الولايات المتحدة، و13 في المائة من مجموع مساحة المزرعة في الولايات المتحدة، ومتوسط الدخل من المزارع الصافية 67,986 دولار.
المزارع العائلية متوسطة الحجم (350 مليون دولار إلى 999999 دولار)؛ 6 في المائة من جميع المزارع الأمريكية، و22 في المائة من مجموع مساحة المزارع في الولايات المتحدة؛ متوسط دخل المزارع الصافي $ 154,538.
المزارع العائلية الكبيرة (1000,000 دولار إلى 4,999,999 دولارًا أمريكيًا)؛ 2 في المائة من جميع المزارع الأمريكية، و14 في المائة من مجموع مساحة المزارع في الولايات المتحدة؛ متوسط دخل المزارع الصافي 476,234 دولار. مزارع عائلية كبيرة جدًا (أكثر من 5000,000 دولار)؛ <1 في المائة من جميع المزارع الأمريكية، 2 في المائة من مجموع مساحة المزارع في الولايات المتحدة؛ متوسط الدخل الصافي للمزرعة $  1,910,454
شمل المزارع العائلية ليس فقط الملكية الفردية والشراكات العائلية، ولكن أيضًا الشركات العائلية. وتمثل الشركات المملوكة للعائلات 5 في المائة من جميع المزارع و89 في المائة من مزارع الشركات في الولايات المتحدة. حوالي 98 في المائة من الشركات العائلية الأمريكية التي تملك مزارع صغيرة، ولا يزيد عدد المساهمين فيها عن 10. بلغ متوسط الدخل الصافي للمزارع في المزارع العائلية للشركات 400 189 دولار في عام 2012. (على النقيض من ذلك، فإن 90 في المائة من الشركات الأمريكية غير العائلية التي تملك مزارع صغيرة، ليس لديها أكثر من 10 مساهمين؛ متوسط دخل المزارع النقدية الصافية لمزارع الشركات الأمريكية غير العائلية 270,670 دولار في عام 2012).

### كندا
في كندا، لا يمكن استنتاج عدد «المزارع العائلية» عن كثب، بسبب طبيعة بيانات التعداد، التي لا تميز بين الشراكات العائلية والأسرية في المزارع. في عام 2011، كان هناك 55730 مزرعة في كندا، 55٪ منها ملكيات فردية، و25٪ شراكات، و17٪ شركات عائلية، و2٪ شركات غير عائلية، و1٪ من الفئات الأخرى. ولأن بعض هذه الشراكات لا تشمل جميع أفراد العائلة، فإن هذه البيانات تشير إلى أن المزارع العائلية تشكل ما بين 73 و97 في المائة من المزارع الكندية. من المرجح أن تكون نسبة مزرعة العائلة قريبة من نهاية هذا النطاق، وذلك لسببين. الشركاء في شراكة زراعية [كندية] هم في العادة أزواج، وغالبًا ما يشكلون شراكة المزرعة لأسباب ضريبية. أيضًا، كما هو الحال في الولايات المتحدة، يمكن لخلافة مزرعة الأسرة أن تستخدم شراكة كوسيلة لتوزيع حيازة الأسرة العائلية بين أفراد الأسرة عندما يكون المالك الوحيد جاهزًا لنقل بعض أو كل ملكية وتشغيل مزرعة للنسل. قد يتأثر أيضًا تحويل مزرعة عائلية فردية إلى شركة عائلية قانونيًا وماليًا، على سبيل المثال، الضرائب والاعتبارات. تقدر الموسوعة الكندية أن أكثر من 90 في المائة من المزارع الكندية هي عمليات عائلية. في عام 2006، من المزارع الكندية بأكثر من مليون دولار في إجمالي إيرادات المزرعة السنوية، كان حوالي 63 في المائة من الشركات العائلية و13 في المائة من الشركات غير العائلية.

### أوروبا
وقد وجد تحليل البيانات الخاصة بـ 59 ألف مزرعة في 12 دولة عضو في الجماعة الأوروبية أنه في عام 1989، كان حوالي ثلاثة أرباع المزارع عبارة عن مزارع عائلية، مما أدى إلى إنتاج ما يزيد قليلًا عن نصف الإنتاج الزراعي.
اعتبارًا من عام 2010، كان هناك ما يقرب من 139900 مزرعة عائلية في أيرلندا، بمتوسط مساحة 35.7 هكتار لكل عقد. (تقريبا جميع المزارع في أيرلندا هي مزارع عائلية.) في أيرلندا، كان متوسط دخل المزرعة الأسرية 25483 يورو في عام 2012. ويقدر التحليل الذي أجرته Teagasc (هيئة تنمية الزراعة والأغذية في أيرلندا) أن 37 في المائة من المزارع الإيرلندية قابلة للحياة اقتصاديا و30 أخرى. النسبة المئوية مستدامة بسبب الدخل من مصادر خارج المزرعة؛ 33 في المئة لا يستوفون أي معيار وتعتبر ضعيفة اقتصاديا.

## الدول الصناعية الحديثة في البرازيل
هناك حوالي 4.37 مليون مزرعة عائلية. تمثل هذه النسبة 84.4 في المائة من المزارع و 24.3 في المائة من مساحة الأراضي الزراعية و 37.5 في المائة من قيمة الإنتاج الزراعي.

## الدول النامية في أفريقيا جنوب الصحراء الكبرى
80٪ من المزارع مملوكة للأسرة وعملت بها العائلة.
وقد تم تعريف الزراعة في منطقة جنوب الصحراء الكبرى في الغالب بزراعة الكفاف والحرق ، التي انتشرت تاريخيا بواسطة توسعة البانتو. أنشئت مزارع زراعية دائمة خلال فترة الاستعمار، في القرن التاسع عشر إلى القرن العشرين. وبعد إنهاء الاستعمار ، كان المزارعون البيض في بعض البلدان الأفريقية يميلون إلى الاعتداء أو القتل أو الطرد ، لا سيما في جنوب أفريقيا وزيمبابوي.
في جنوب أفريقيا ، «في المزارع العائلية للفلاحين ... تكاليف المدخلات النقدية منخفضة للغاية ، يتم جلب العمالة غير المنزلية إلى حد كبير من مجموعات العمل المجتمعية من خلال روابط القرابة ، وخدمات الدعم اللازمة للحفاظ على الإنتاج ضئيلة.» في المزارع العائلية التجارية ، "تكاليف المدخلات النقدية مرتفعة ، واستخدام القليل من العمال غير العائليين وخدمات الدعم القوية ضرورية."

## السنة الدولية للزراعة الأسرية
شعار السنة الدولية للزراعة الأسرية لعام 2014 في الدورة السادسة والستين للجمعية العامة للأمم المتحدة ، تم الإعلان رسميا عام 2014 عن «السنة الدولية للزراعة الأسرية» (IYFF). ودعيت منظمة الأمم المتحدة للأغذية والزراعة إلى تيسير تنفيذها ، بالتعاون مع الحكومات ووكالات التنمية الدولية ومنظمات المزارعين والمنظمات الأخرى ذات الصلة في منظومة الأمم المتحدة وكذلك مع المنظمات غير الحكومية ذات الصلة. الهدف من السنة الدولية للزراعة الأسرية لعام 2014 هو إعادة تنظيم الزراعة الأسرية في قلب السياسات الزراعية والبيئية والاجتماعية في جداول الأعمال الوطنية من خلال تحديد الفجوات والفرص لتشجيع التحول نحو تنمية أكثر توازناً ومتوازنة. ستشجع السنة الدولية للزراعة األسرية 2014 على نقاش واسع النطاق والتعاون على المستويات الوطنية واإلقليمية والعالمية لزيادة الوعي والفهم للتحديات التي يواجهها أصحاب الحيازات الصغيرة والمساعدة في تحديد الطرق الفعالة لدعم المزارعين الأسريين.